# Droite vectorielle
Cet article court présente un sujet plus développé dans : Espace vectoriel et Droite (mathématiques).
Une droite vectorielle (ou plus simplement une droite) est un espace vectoriel D, sur un corps K, de dimension 1. Autrement dit, D est un espace vectoriel engendré par un seul vecteur non nul.
Tout vecteur non nul v de D forme une base de D :
{\displaystyle D=\mathbf {K} v}.
Par exemple, le corps K est lui-même une droite vectorielle sur K. Comme les K-espaces vectoriels sont classifiés par leur dimension, toute droite vectorielle est isomorphe à K. Un isomorphisme explicite est ici donné par la multiplication de v par un scalaire :
{\displaystyle {\begin{matrix}\mathbf {K} &\rightarrow &D\\\lambda &\mapsto &\lambda v\end{matrix}}}.